# خوليو كورتاثر
خوليو فلورينثيو كورتاثر ديسكوتي (بالإسبانية: Julio Florencio Cortázar Descotte) هو مفكر وكاتب وأستاذ جامعي أرجنتيني. كما عمل كمترجم في اليونسكو والعديد من دور النشر. ولد في مقاطعة إيكسل، بروكسل عاصمة بلجيكا في 26 أغسطس 1914 وتوفى في باريس في 12 فبراير 1984. في عام 1981 وبدون التخلي عن جنسيته الأرجنتينية،اختار الجنسية الفرنسية إحتجاجاً على الديكتاتورية العسكرية في بلاده

التي حظرت كتبه والذي بدوره ندد بها للصحافة الدولية من مقر إقامته في باريس .
ويعد واحداً من أكثر الكتاب ابتكاراً وأصالة، ويضاهي بأعماله أدباء من أمثال خورخي لويس بورخس وأنطوان تشيخوف وإدجار آلان بو، فهو سيد القصة القصيرة والنثر الشعري والسرد القصير بشكل عام. ومبتكر اهم الروايات وخاصة رواية " الحجلة"، التي قدمت الأدب بطريقة جديدة للعالم الناطق بالإسباني . مبتعدا بذلك عن النماذج الكلاسيكية وذلك من خلال سرد يخلو من خطية الزمن واستخدام شخصيات ذات سلوك ذاتي وعمق سيكولوجى وتلك العناصر قليلاً ماكانت تظهر في الأعمال القصصية والروائية المختصة بهذه الفترة. وإلى جانب غابرييل غارسيا ماركيث، وماريو بارجاس يوسا، وكارلوس فوينتس، كان واحداً من أبرز رواد طفرة أمريكا اللاتينية . تنتقل قصصه من الواقع إلى الخيال، ولهذا السبب غالبًا ما يرتبط بالسريالية . والواقعية السحرية
عاش في بلجيكا وسويسرا وإسبانيا حتى بلغ الرابعة من عمره . عادت عائلته إلى الأرجنتين، حيث مكث كورتاثر حتى عام 1951. وفي ذلك العام استقر في فرنسا، التي كانت مسرحاً لبعض أعماله وحيث عاش بقية حياته. كانت أخر زيارة له إلى بلاده في أوائل ديسمبر 1983، بعد الإنتخابات الرئاسية لإسترداد الديمقراطية . وفي السابع من ديسمبر عاد إلى باريس. توفي هناك بعد شهرين  بسبب سرطان الدم، رغم مزاعم بعض المؤلفين أن وفاته كانت بسبب الإيدز بعد نقل دم ملوث 

## السيرة الذاتية

### طفولته
وٌلد خوليو فلورينسيو كورتاثر في السادس والعشرين من أغسطس عام 1914 في إكسيل، وهي بلدة تقع جنوب بروكسل، عاصمة بلجيكا، التي كانت قد احتلتها القوات الألمانية في أيام ولادته. كان يُلقَّب بـ«كوكو» من قبل عائلته، وكان ابنًا للأرجنتينيين خوليو خوسيه كورتاثر (بالأسبانية:Julio José Cortázar) وماريا هيرمينيا ديسكوتّي (بالأسبانية: María Herminia Descotte). وكان جدّه من جهة الأب، بيدرو فالنتين كورتاثر، من بلدة "إيا" في منطقة بيسكايا، وقد استقر في مدينة سالتا حيث اشتغل بالتجارة.
كان والد خوليو موظفًا في السفارة الأرجنتينية في بلجيكا، حيث شغل منصب ملحق تجاري. وعلّق خوليو لاحقًا عن ولادته بقوله: «ولادتي كانت نتيجة للسياحة والدبلوماسية».
نحو نهاية الحرب العالمية الأولى، تمكنت عائلة كورتاثر من الانتقال إلى سويسرا بفضل الأصل الألماني لجدته من جهة الأم، ومن هناك، بعد وقت قصير، إلى برشلونة حيث عاشوا لمدة عام ونصف. وكان عمر خوليو أربع سنوات عندما عادوا إلى الأرجنتين. قضى بقية طفولته في بانفيلد، جنوب منطقة بوينوس أيريس، مع والدته، وعمته، وشقيقته الوحيدة أوفيليا (التي كانت تصغره بعام). عاش في منزل ذي حديقة خلفية، لكنه لم يكن سعيدًا تمامًا. قال: «الكثير من الخدم، حساسية مفرطة، حزن متكرر».
وفقًا لما قاله الكاتب، كانت طفولته ضبابية، مليئة بإحساس مختلف للزمن والمكان عن ذلك الموجود لدى المجتمع. عندما كان في السادسة من عمره، هجر والده العائلة ولم يتواصل معه بعدها أبدًا. كان خوليو طفلًا كثير المرض، أمضي وقتا طويلا في السرير، يرافقه الكتاب. وبحلول سن التاسعة، كان قد قرأ لجول فيرن، وفيكتور هوغو، وإدغار آلان بو، مما سبب له كوابيس متكررة. كما كان يقضي ساعات يقرأ في قاموس "لاروس الصغير". كان يقرأ كثيرًا لدرجة ان والدته لجأت أولًا إلى مدير المدرسة، ثم إلى طبيب، لتسأل إن كانت حالته طبيعية، وقد نصحاها بأن يتوقف عن القراءة، أو على الأقل يقلل منها لمدة خمسة أو ستة أشهر، ليخرج ويتعرض للشمس.
كان كورتاثر كاتبًا مبكر النضج؛ ففي سن التاسعة أو العاشرة كتب رواية قصيرة - فُقدت لحسن الحظ، حسب وصفه - وحتي قبل ذلك كتب بعض القصص والقصائد. وبسبب جودة كتاباته، شكّت أسرته، بما فيهم والدته، في صحة نسبها إليه، مما تسبب له بحزن كبير، وقد ذكر كورتاثر هذا الأمر في مقابلات متعددة.

### شبابه

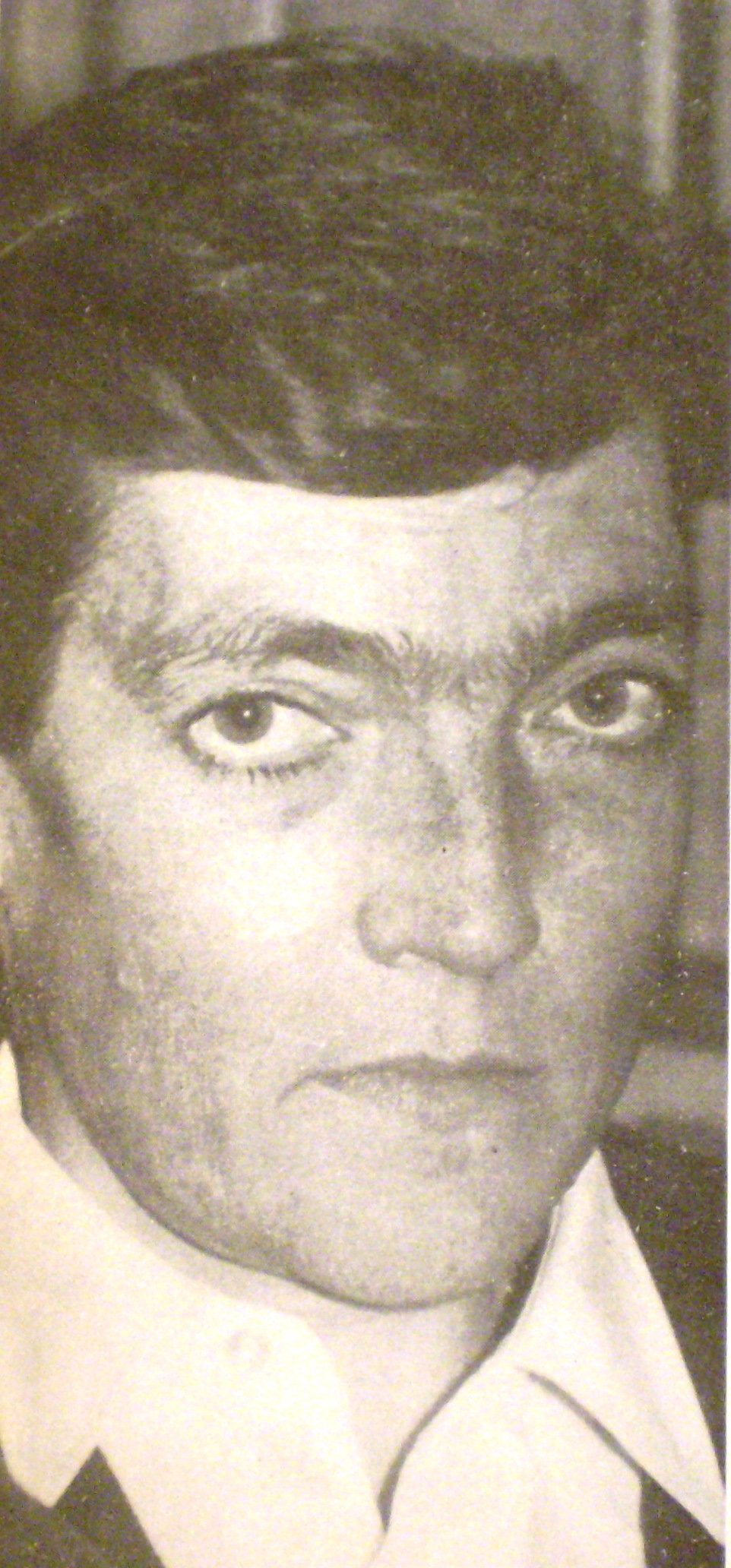
كورتاثر في شبابه.

بعد أن أنهى دراسته الابتدائية في المدرسة رقم 10 في بانفيلد، تخرّج كمعلم عام عام 1932، ثم حصل على شهادة أستاذ في الآداب عام 1935 من المدرسة العادية للمعلمين "ماريانو أكوستا". في تلك الفترة، بدأ في التردد على الملاعب لمشاهدة مباريات الملاكمة، حيث طوّر نوعًا من الفلسفة الخاصة بهذا الرياضة، محاولًا "إقصاء الجانب الدموي والوحشي الذي يثير الرفض والغضب لدى الكثيرين". كان يُعجب بالرجل الذي يتقدّم دومًا، والذي يتمكن بفضل قوته وشجاعته فقط من تحقيق النصر.
عندما بلغ التاسعة عشرة من عمره، قرأ في بوينس آيرس كتاب _الأفيون: يوميات التخلص من الإدمان_ لـ جان كوكتو، والذي ترجمه خوليو جوميث دي لا سيرنا مع مقدمة كتبها شقيقه رامون. هذا الكتاب أثّر فيه بشكل كبير وأصبح من كتبه المفضلة التي لازمته طيلة حياته.بدأ دراسة الفلسفة في جامعة بوينس آيرس، واجتاز العام الدراسي الأول بنجاح، لكنه أدرك رغم ذلك أنه يجب أن يستفيد من الشهادة التي حصل عليها للعمل ومساعدة والدته، فاستخدم شهادته في تدريس الأدب.عمل في بوليفار وسالادييو (التي سُجلت كمدينة قيده في دفتر المواطنة) ثم في تشيفيلكوي.عاش خلال ذلك في غرف منعزلة في بنسيونات وكان يقضي كل أوقات فراغه في القراءة والكتابة. بين عامي 1939 و1944، عاش في تشيفيلكوي حيث كان يُدرّس الأدب في المدرسة العادية، وكان من رواد اللقاءات الأدبية التي كانت تُعقد في استوديو تصوير إغناسيو تانكل. و بمبادرة منه، شارك لأول واخر مرة في عمل سينمائي حيث ساهم في كتابة سيناريو فيلم _ظل الماضي_ الذي تم تصويره في تلك المدينة بين أغسطس وديسمبر عام 1946. تناول هذا الفصل من حياته الفيلم الوثائقي _البحث عن ظل الماضي_ الذي أخرجه خيراردو بانيرو وتم عرضه لأول مرة في عام 2004. وفي عام 1944، انتقل إلى مدينة مندوزا، حيث قام بتدريس الأدب الفرنسي في جامعة كويو الوطنية.
نُشرت أول قصة قصيرة لـ خوليو كورتازار بعنوان «الساحرة» في مجلة البريد الأدبي. شارك في مظاهرات معارضة للبيريونية. وفي عام 1946، عندما فاز خوان دومينغو بيرون في الانتخابات الرئاسية، قدّم استقالته قائلاً: «فضلت الاستقالة من التدريس بدلاً من أن أُجبر على خلع سترتي، كما حدث مع العديد من الزملاء الذين اختاروا البقاء في وظائفهم». جمع أول مجموعة قصصية بعنوان «الضفة الآخر»، لكنها نُشرت بعد وفاته. عاد إلى بوينس آيرس حيث بدأ العمل في غرفة الكتاب الأرجنتينية، ونشر في العام ذاته قصته «البيت المأخوذ» في مجلة السجلات الأدبية في بوينس آيرس، التي كان يديرها خورخي لويس بورخيس، بالإضافة إلى دراسة عن الشاعر الإنجليزي جون كيتس بعنوان «الجرة اليونانية في شعر جون كيتس» في مجلة الدراسات الكلاسيكية بجامعة كويو. في عام 1947، تعاون في عدة مجلات، منها مجلة «الواقع». كما نشر دراسة نظرية هامة بعنوان «نظرية النفق» وقصته «وحشية» في مجلة السجلات الأدبية في بوينس آيرس.
من أواخر أربعينيات القرن الماضي وحتى عام 1953، شارك في الكتابة لمجلة سور التي أسستها وأدارتها فيكتوريا أوكامبو. وكان أول عمل له هناك مقالًا نُشر بمناسبة وفاة أنطونان آرتو. وقد اكتسبت المجلة مكانة بارزة في تاريخ الأدب بفضل إسهامات مجموعة من الكتّاب في السنوات السابقة، عُرفوا باسم مجموعة فلوريدا، ومن بينهم خورخي لويس بورخيس، وفيكتوريا أوكامبو نفسها، وآخرون. أُطلق عليهم هذا الاسم نسبةً إلى موقع مكتب المجلة والمقاهي التي اعتادوا الاجتماع فيها، وتميّزوا بمواقف فكرية وجمالية معاكسة لتلك التي تبنّاها مجموعة بويدو، وهي مجموعة أخرى أكثر تواضعًا في أصولها الاجتماعية، كانت تنشر أعمالها عبر دار النشر كلاريداد، وتجتمع في المقهى الشهير إل خابونيس.
في 1938 نشر أول مجموعة شعرية له بعنوان الوجود تحت الاسم المستعار خوليو دينيس وانتقل في عام 1944 إلى منطقة كويو بمندوسا، وقام بإلقاء محاضرات في الأدب الفرنسي في جامعة بوينوس أيريس، وفي نفس العام نشر أول قصة له بعنوان الساحرة في مجلة البريد الأدبي.أيضا شارك في الاحتجاج ضد البيرونية.عندما ربح خوان دومينجو بيرون الانتخابات الرئاسية في عام 1945 قام كورتاثر بتقديم استقالته من الجامعة وقال أنه فضل أن يقدم استقالته إلى رئيس الجامعة قبل أن يرى نفسه مجبراً على على أن يستقيل كما فعل الكثير من الزملاء الذين فضلوا الاحتفاظ بمناصبهم وعاد مرة أخرى إلى العاصمة بوينوس أيريس وهناك بدأ بالعمل في المجلس الأرجنتيني للكتاب.في نفس ذلك العام قام بتجميع أول مجموعة قصصية له الضفة الأخرى. بعد ذلك بعام نشر قصته ا المنزلل المسروق في مجلة حوليات بوينوس أيريس التي يرأسها خورخي لويس بورخيس في نفس ذلك العام نشر أحد أعماله عن الشاعر الإنجليزي جون كايتس تحت عنوان الجرة الجريجيه في أعمال جون كايتس في مجلة الدراسات الكلاسيكية التي تصدرها جامعة كويو.في 1948 ساهم بأعماله في العديد من المجلات من بينها محلة الحقيقةالتي نشر بها أحد الأعمال التنظرية المهمة بعنوان  نظرية النفق وفي مجلة حوليات بوينوس أيريس ظهرت قصة مصارع الوحوش.
جدير بالذكر أن كورتاثر استطاع في 1948 الحصول على لقب مترجم للإنجليزية والفرنسية بعد أن درس في مدة تسعة أشهر ما كان يستغرق دراسته عادة ثلاث سنوات، هذا الجهد المكثف أدى إلى ظهور أعراض عصبية لديه، كان من بينها عادة غريبة وهي تفتيش الطعام بحثًا عن صراصير. ولكنه استطاع التغلب على هذه الحالة بعد كتابة قصة سيرس التي تم دمجها فيما بعد مع قصة مصارع الوحوشو المنزل المأخوذ في مجلة حوليات بوينس آيرسو جُمعت جميعها لاحقا في المجموعة القصصية بعنوان مصارع الوحوش.لاحقا وفي عام 1949 قام ينشر القصيدة الدرامية الملوكأول عمل قام بتوقيعه باسمه الحقيقي وتم تجاهله من قبل النقاد.و في خلال صيف ذلك العام قام بكتابة أول رواية له اللهو والتي تم نشرها في عام 1986, بعد موته، وكانت بطريقة أو بأخرى تمثيل مسبق لرواية الحجلة التي سيكتبها لاحقا عام 1963.
إلى جانب مساهمته في مجلة ريالياد، كتب أيضًا في مجلات ثقافية أخرى في بوينس آيرس، مثل كابالجاتا. ونشر قصيدة بعنوان «البذرة» في المجلة الأدبية أويستي التي تصدر في مدينة تشيفيلكوي.في 1950 كتب رواية أخرى تحت عنوان الامتحان التي تم رفضها من قبل جييرمو دي توري المستشار الأدبي لدار النشر لوسادا.لاحقا تقدم كورتاثر بنفس الرواية الامتحان لمسابقة أقامتها دار نشر لوسادا ولكن لم يفز بها وتم نشر الرواية بعد موته في 1986.قام في عام 1951 بنشر مجموعة قصصية بعنوان  مصارع الوحوشالمكونة من ثمان قصص و نال بها بعض التقدير في الوسط الادبي المحلي.وبعد فترة قصيرة، ونظرًا لاستيائه من حكومة خوان دومينجو بيرون، قرر الانتقال إلى باريس، وهي المدينة التي أقام فيها بقية حياته، باستثناء بعض الرحلات المتقطعة داخل أوروبا وأمريكا اللاتينية.

### زواجه
في عام 1953 تزوج من أورورا بيرنارديثAurora Bernárdez، مترجمة أرجنتينية،عاشا معاً في باريس وكانت حالتهم الاقتصادية سيئة حتى قبل أن يقبل وعرض ترجمة الأعمال الكاملة باللغة النثرية،لإدغار آلان بو Edgar Allan Poe من قبل جامعة بورتوريكو، سيتم لاحقاً اعتبار هذا العمل من قبل النقاد كأفضل ترجمة لأعمال الكاتب الأمريكي.عاش مع زوجته في إيطاليا خلال السنة التي أستغرقتها ترجمة أعمال إدغار الآن بو، ثم سافرا إلى بوينس آيرس على متن السفينة؛ حيث قضى كورتاثر في معظم الرحلة إلى بوينس آيرس وهو يكتب على آلته المحمولة رواية جديدة.في عام 1967،انفصل عن بيرنارديث و ارتبط بالليتوانية أوغني كارليس lituana Ugné Karvelis التي لم يتزوجها أبداً، والتي زرعت فيه اهتماماً كبيرا بالسياسة. قام كورتاثر مع شريكته الثالثة و زوجته الثانية، الكاتبة الأمريكية كارول دنلوب، بالعديد من الرحلات،من بينها رحلته إلى بولندا التي شارك فيها في مؤتمر التضامن مع تشيلي.رحلته الأخرى مع كارول تم توثيقها في كتابه	 السياح على الطريق السريع ،الذي يروي الرحلة عبر الطريق السريع باريس ـ مارسيليا.بعد وفاتها، رافقته زوجته الأولى أورورا بيرنارديث مجدداً،هذه المرة خلال فترة مرضه، قبل أن تصبح الوريثة الوحيدة لأعماله المنشورة ونصوصه.

### صداقاته
كان كورتاثر صديقًا للعديد من الكتاب، وهو ما تجسد في أكثر من خمسمائة كتاب مهدى في مكتبته الشخصية عند https://search.worldcat.org/title/769871417. حافظ على المراسلة بين عامي 1965 و1973 مع الكاتبة الأرجنتينية غراسيلا ماتورو. كما كان له العديد من الأصدقاء الفنانين مثل سيرجيو دي كاسترو، لويس سيواني، خوليو سيلفا، لويس توماسيليو، إدواردو جونكوييريس أو تشومي تشومي، و وسّع اهتمامه الفني ليشمل الفنون التشكيلية. من بين أصدقائه الأدبيين الكبار، بالإضافة إلى العديد من الآخرين، يوجد خوسيه ليزاما ليما — الذي كان ناشرًا هامًا لأعماله —،أوكتافيو باث، بابلو نيرودا وكارلوس فوينتس. قام كورتاثر مع زوجته أورورا بتطوير علاقة وثيقة مع الشاعرة أليخاندرا بيزارنيك، وتبنيا تجاهها موقف الأخوة الأكبر. كما كانت هناك صداقة أخرى، مزيج من الحب والشغف والاحترام والإعجاب المهني، استمرت خلال السنوات الأخيرة من حياته مع الكاتبة الشابة في ذلك الوقت كريستينا بيري روسي التي أهدى لها خمسة عشر قصيدة.

## نضاله السياسي
في عام 1963، زار كورتاثر كوبا بدعوة من “ كاسا دي لاس أمريكاس” ليكون عضوًا في لجنة تحكيم إحدى المسابقات. ومنذ ذلك الحين، لم يتوقف اهتمامه بالسياسة في أمريكا اللاتينية. وخلال تلك الزيارة، التقى بـ خوسيه ليزاما ليما، الذي كان يتبادل معه الرسائل منذ عام 1957، واستمرت صداقتهما حتى وفاته. وفي نفس العام، صدرت روايته “لعبة الحجلة (Rayuela)”، التي أصبحت أكبر نجاح أدبي له، ومنحته الاعتراف كأحد رموز البووم الأدبي في أمريكا اللاتينية، وتحولت إلى عمل كلاسيكي في الأدب المكتوب بالإسبانية.
قام كورتاثر بالتبرع بحقوق التأليف لعدد من أعماله لمساعدة السجناء السياسيين في عدة دول، من بينها الأرجنتين. وفي رسالة كتبها لصديقه فرانسيسكو بورروآ في فبراير 1967، قال:
“حب كوبا لتشي جعلني أشعر بأنني أرجنتيني بشكل غريب في الثاني من يناير، عندما وجّه فيديل تحيته في ساحة الثورة إلى القائد غيفارا، أينما كان، فانطلقت من ثلاثمئة ألف رجل عاصفة تصفيق استمرت عشر دقائق.”
منذ عام 1967، كان أحد “الأهداف” المسجلة لدى المجموعة الخاصة C-047 التابعة لمديرية الأمن الفدرالية، وهي جهاز المخابرات المكسيكي في ذلك الوقت. وكان عملاء المجموعة يراقبون رسائله، كما تم تتبعه خلال زياراته إلى المكسيك في عامي 1975 و1980.
وفي نوفمبر من عام 1970، سافر إلى تشيلي حيث عبّر عن تضامنه مع حكومة سلفادور أليندي، ثم قضى عدة أيام في الأرجنتين لزيارة والدته وأصدقائه.
في العام التالي، انضم خوليو كورتاثر إلى مجموعة من الكُتّاب المقربين منه — من بينهم ماريو بارجاس يوسا، وسيمون دي بوفوار، وجان بول سارتر — ليُعارضوا اضطهاد واعتقال الكاتب هيبيرتو باديا، مُعبرين عن خيبة أملهم من مسار الثورة الكوبية. وفي مايو 1971، عبّر كورتاثر عن مشاعره المتناقضة تجاه كوبا في قصيدته «نقدٌ متعدد في ساعة الضباع»، التي نُشرت في مجلة كواديرنوس دي مارشا، وأُعيد نشرها لاحقًا من قِبل “كاسا دي لاس أمريكاس”.
ورغم ذلك، ظل يتابع الوضع السياسي في أمريكا اللاتينية عن كثب. وفي نوفمبر 1974، مُنح جائزة “ميديسيس إترنجيه” عن كتابه “كتاب مانويل”, فتبرع بمبلغ الجائزة لصالح “الجبهة الموحدة للمقاومة التشيلية”. وفي نفس العام، شارك إلى جانب الكُتّاب جابرييل جارسيا ماركيث وأرماندو أوريبي (بصفته القانونية) في “محكمة راسل الثانية” التي انعقدت في روما لبحث الوضع السياسي في أمريكا اللاتينية، خصوصًا ما يتعلق بانتهاكات حقوق الإنسان.

ونتيجة لمشاركته، صدر في المكسيك عام 1976 كتابٌ مصوّر بعنوان: “فانتوماس ضد مصاصي الدماء المتعددي الجنسيات”، نُشر عن طريق دار نشر “خينته سور”. كما انضم إلى عدد من الكُتّاب مثل بورخيس، وبيوي كاساريس، وأوكتافيو باث، في المطالبة بإطلاق سراح الكاتب خوان كارلوس أونيتي، الذي سُجن بعد مشاركته كعضو لجنة تحكيم لصالح قصة “الحارس الشخصي” بقلم نيلسون مارا، وهو اعتقال ترك آثارًا نفسية عليه.
وخلال حكم ماريا إستيلا مارتينيث دي بيرون، وتحديدًا في 29 أغسطس 1975، أنشأت مديرية استخبارات شرطة مقاطعة بوينس آيرس (DIPPBA) ملفًا يحمل الرقم 3178 حول كورتاثر، يحتوي على ست معلومات: اللقب (كورتاثر)، الاسم (خوليو فلورينسيو، والثاني مكتوب بخط اليد)، الجنسية (أرجنتينية؛ فرنسية)، المدينة، المهنة (كاتب)، والخلفية الاجتماعية أو الجهة المرتبطة بها: “هابياس”. وقد وُجد هذا الملف ضمن 217,000 بطاقة شخصية أخرى، ما يكشف عن تعرضه للمراقبة والاضطهاد من قبل حكومة فيكتوريو كالابرو، المرتبط بجماعات شبه عسكرية مثل “CNU” و”التريبل A”، وهي التي مهدت للدكتاتورية التي بدأت في 24 مارس 1976.
خلال الدكتاتورية العسكرية التي سادت الأرجنتين بين عامي 1976 و1983، تعرض كورتاثر للملاحقة، وقاد الحملات والاتهامات ضد النظام من خلال منظمات حقوق الإنسان الخاصة بالمغتربين الأرجنتينيين في باريس ضد الدكتاتورية، وذلك عبر الصحافة الدولية. في 25 مايو 1978، نشر الصحفي صامويل “تشيتشي” جلبلون، رئيس تحرير مجلة “جينتي” من 1976 إلى 1978، مقالًا من فرنسا يتناول اتهامات منظمات حقوق الإنسان للمغتربين الأرجنتينيين في باريس التي قادها الكاتب، بعنوان «وجهاً لوجه مع قادة الحملة المناهضة للأرجنتين».
في عام 1976، سافر إلى كوستاريكا حيث التقى بسيرجيو راميريز وإرنستو كاردينال، ثم قام برحلة سرية إلى بلدة سولنتينامي في نيكاراغوا. شكلت هذه الرحلة نقطة تحول في حياته وبدأت سلسلة من الزيارات المتتالية. بعد الثورة الساندينية، زار نيكاراغوا عدة مرات وراقب عن كثب العملية السياسية والواقع في نيكاراغوا وأمريكا اللاتينية بشكل عام. وقد أسفرت هذه التجارب عن سلسلة من النصوص التي تم جمعها في كتابه نيكاراغوا، حلوة وعنيفة للغاية.
في عام 1978، وبطلب من المجموعة الموسيقية التشيلية “كويلاپايوُن”، قام بإعادة صياغة جزء من نص “كانتاتا سانتا ماريا دي إيكويكي”، مما أثار استياء مؤلفها، الملحن لويس أدفيس، الذي لم يُستشار في التعديلات. تم تسجيل النسخة المعدلة من قبل كورتاثر مرتين، لكن “كويلاپايوُن” أعادت أداء العمل بناءً على النسخة الأصلية لأدفيس 

## أشعاره
على الرغم من أن شهرة كورتاثر تتركز في كونه روائي فقد كتب كمية ضخمة من الأعمال الشعرية في صورة نثرية في كتب مختلطة مثل  حكايات كرونوبيوس وفاماس ,واحد مثل لوكاس ,الجولة 

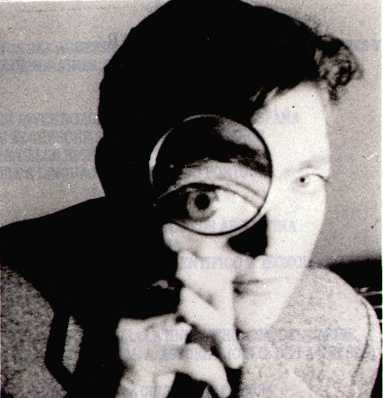
كورتاثر في شبابه.

الأخيرة.أيضاً كتب قصائد في صورة أبيات شعرية: وجود, قصائد وميوباس , الإ الشفق.سجل قصائده وقصصه في كتب مسموعة كما ألف كلمات لأغاني التانجو مثل تاتا ثيدرون ووضع نصوص في كتب التصوير الفوتوجرافي والكاريكتير

## نيكاراجوا
سافر كورتاثر في 1976إلى كوستاريكا حيث التقى بسيرخيو راميريث وإرنيستو كاردينال وبدأ رحلة سرية مليئة بالمغامرات في منطقة سولينتينامي في نيكاراجوا.ظل كورتاثر يتذكر هذه الرحلة لبقية حياته وكانت البداية لمجموعة من الزيارات لذلك البلد.وجدير بالذكر أنه عند نجاح الساندينية (الثورة في نيكاراجوا)سافر كورتاثر مرات عديدة إلى نيكاراغوا وتعرف عن قرب على حقيقة الحياة في هذا البلد وفي أمريكا اللاتينية عموما.وكان من الطبيعي أن تكون ثمرة هذه التجارب سلسلة من الأعمال التي تم جمعها في كتاب بعنوان نيكاراغوا، جميلة بعنف

## السنوات الأخيرة والوفاة
في أغسطس 1981، تعرض لكارثة نزيف معدي؛ نجا من الموت بمعجزة، إلا أن ذلك لم يمنعه من الاستمرار في الكتابة. منح الرئيس الفرنسي فرانسوا ميتران الجنسية الفرنسية له. في عام 1983، بعد استعادة الديمقراطية في الأرجنتين، قام كورتاثر بزيارة أخيرة لوطنه، حيث استقبله معجبوه الذين كانوا يوقفونه في الشوارع أو يطلبون توقيعه، في تباين مع تجاهل السلطات - حيث رفض الرئيس راوول ألفونسين استقباله.

عاش سنواته الأخيرة في باريس، في منزلين: الأول كان شقة صغيرة في الطابق الثالث من مبنى بلا مصعد، كانت مريحة ومضيئة ومليئة بالكتب والأسطوانات الموسيقية، حيث كان يستقبل بترحاب مستمر الزوار من الكتاب الذين كانوا يمرون، برفقة قطته “فلانييل”.

كانت كارول دنلوب قد توفيت في 2 نوفمبر 1982، مما أدى إلى إصابة كورتاثر بحالة من الاكتئاب العميق.
توفي خوليو كورتاثر في 12 فبراير 1984 بسبب مرض اللوكيميا. ومع ذلك، في عام 2001، ذكرت الكاتبة الأوروجويانية كريستينا بيري روسي في كتابها عن الكاتب أنها تعتقد أن اللوكيميا كانت ناتجة عن مرض الإيدز، وهو الفيروس الذي أصيب به كورتاثر جراء عملية نقل دم في جنوب فرنسا.

بعد يومين، دُفن في مقبرة مونبارناس، في القبر الذي دفنت فيه كارول. تم صنع اللوحة التذكارية والتمثال بواسطة أصدقائه: الفنانين خوليو سيلفا ولويس توماسييلو. حضر جنازته العديد من الأصدقاء، بما فيهم زوجتاه السابقتان أوغني كارفيليس وأورورا برنارديس. كانت الأخيرة قد اعتنت به في أشهره الأخيرة بعد وفاة دنلوب.

## الإرث
في بوينس آيرس، تحمل اسمه ساحة كورتاثر ــ التي كانت تُعرف سابقًا بساحة سيرّانو ــ وتقع عند تقاطع شوارع سيرّانو، وخورخي لويس بورخس، وهندوراس (في حي باليرمو فييخو).
كما تم تغيير اسم أحد شوارع حي راوْسون (إسبينوزا) لأنه عاش فيه الكاتب لعدة سنوات قبل أن يغادر إلى باريس.
وسُمّي جسر كورتاثر، الواقع على شارع سان مارتين في حي أغرونوميا (بوينس آيرس)، بنفس السبب.
وتحمل عدة مؤسسات تعليمية اسمه، ومنها:
- المدرسة الثانوية الأساسية رقم 13 (في محافظة بوينس آيرس).
- المدرسة الثانوية رقم 1 (في حي فلوريس).
- المدرسة رقم 10، التي درس فيها (في بانفيلد، لوماس دي ثامورا).
- مدرسة التعليم الثانوي رقم 8، في فلورينسيو فاريلا، جنوب بوينس آيرس الكبرى.
- مدرسة في إيتوساينغو (غرب بوينس آيرس الكبرى).
- مدرسة للتعليم الابتدائي ورياض الأطفال في مدينة خيتافي، إحدى ضواحي مدريد.
وفي عام 1984، منحت مؤسسة كونكس جائزة كونكس الشرفية له بعد وفاته، تقديرًا لإسهامه الكبير في تاريخ الأدب الأرجنتيني.
وقد افتتحت جامعة غوادالاخارا (المكسيك)، في 12 أكتوبر 1994، "الكرسي اللاتيني الأميركي خوليو كورتاثر". وشهد حفل الافتتاح حضور كل من كارلوس فوينتس، وغابرييل غارثيا ماركيث، وأورورا برنارديز. ويكرّم هذا الكرسي الجامعي ذكرى كورتاثر، وشخصيته، وأعماله، وهمومه الفكرية التي وجهت مسار حياته.
ومن العادات المتبعة أن يُترك على قبره تذكارات مثل الحصى، والملاحظات، والزهور الجافة، والأقلام، والرسائل، والعملات، وتذاكر المترو المرسوم عليها لعبة "رَيُويلا"، وكتاب مفتوح، أو عبوات كرز.
وفي أبريل 1993، تبرعت أورورا برنارديز لمؤسسة خوان مارش في مدريد بمكتبة الكاتب الموجودة في شارع مارتيل، والتي تضم أكثر من أربعة آلاف كتاب، أكثر من خمسمائة منها مهداة له من مؤلفيها، وغالبية الكتب تحتوي على العديد من الملاحظات، التي تحدث عنها كتاب كورتاثر والكتب (2011) للمؤلف خيسوس مارشامالو.
وخلال عام 2014، وبمناسبة مرور مئة عام على ميلاده، تم نشر كتب وتنظيم معارض في بلدان متعددة. وفي بوينس آيرس، تم تدشين تمثال له في ساحة مكتبة الوطن.
وقد تُرجمت أعماله إلى لغات عدة، إذ تُرجم رَيُويلا إلى أكثر من ثلاثين لغة. وفي الصين، ظهرت نسخ باللغة الماندارينية قام بها الأكاديمي فان يان.

## الأسلوب والتأثيرات
كان كورتاثر يُكنّ اهتمامًا بالغًا للكتّاب الكلاسيكيين القدامى، وقد كان لحضور الأستاذ الأرجنتيني أرتورو ماراسو دورٌ أساسي في هذا الاهتمام، إذ شجّعه على قراءتهم من خلال إعطائه كتبًا من مكتبته الخاصة.
وشكّل كتاب أفيون: يوميات التعافي من الإدمان لجان كوكتو نقطة تحوّل في أسلوبه الكتابي في شبابه، وكان هذا الكتاب من بين كتبه المفضّلة. ومنذ شبابه، حافظ كورتاثر على إعجاب كبير بأعمال كوكتو، وكذلك بأعمال جون كيتس، الذي ظل أحد شعرائه المفضلين.
أبدى كورتاثر إعجابه بأعمال خورخي لويس بورخس، وكان هذا الإعجاب متبادلاً، رغم اختلافاتهما الأيديولوجية؛ إذ كان كورتاثر ميّالًا إلى اليسار، في حين كان بورخس يروّج للفردانية ويرفض الأنظمة الشمولية — رغم قبوله أوسمة من دول كانت تحكمها الديكتاتوريات.
كانت أذواق كورتاثر الأدبية واسعة ومتنوعة؛ فقد كان يجد جاذبية خاصة في كتب مصاصي الدماء والأشباح، مما جعله عرضة للمزاح، خاصة مع حساسيته تجاه الثوم.
وقد صرّح بأنه قرأ روايات فرنسية وأنغلو-ساكسونية أكثر مما قرأ الروايات الإسبانية، وكان يعوّض ذلك بقراءة الكثير من الشعر الإسباني، خاصة أعمال ساليناس وثيرنودا، واللذين خصّهما بتعليقات حماسية.
كما أبدى اهتمامًا كبيرًا بالسينما، وهو ما يظهر جليًا في رسائله وقصصه. وفي شبابه، جرّب الكتابة السينمائية، وكتب سيناريو لم يبقَ له أثر.
وخلال الستينيات، بدأت أعماله تُثير اهتمام صنّاع السينما كمادة قابلة للتكييف، وكان من أبرز من اقتبس أعماله المخرج مانويل أنتين وميكيلانجيلو أنطونيوني. ولا تزال نصوصه حتى اليوم تشكّل مصدر إلهام للعديد من الأفلام، خاصة لدى المخرجين من الأجيال الجديدة.
وقد أسهمت هذه العلاقة بين كورتاثر والسينما في ظهور العديد من الدراسات، وكانت محور التكريم الذي أعدّته "الفيلموتيكا الإسبانية" عام 2014 بمناسبة مرور مئة عام على ولادته.
ففي قاعة *سينما دوريهنص غليظ* في مدريد، وتحت عنوان *"هناك كرونوبو في القاعة", قُدّمت عروضٌ سينمائية أمام قاعة مكتظة، ضمّت مجموعة من الأفلام التي علّق عليها كورتاثر في قصصه ورسائله، بحسب البحث الذي أعدّته ماريانخليس فرنانديث ودييغو سابانييس، القيّمان على الفعالية.

## جوائزه
- يحمل الميدان الصغير الواقع عند تقاطع شارعي سيرانو وإندوراس، ببونوس أيريس اسم خوليو كورتاثر
- المدرسة الثانوية الأساسية رقم 13 مسماة باسم خوليو كورتاثر
- عام 1984 منحت مؤسسة كونيكس لخوليو كورتاثر بعد موته جائزة الشرف نظيراً لإسهامه الكبير في تاريخ الأدب الأرجنتيني
- قامت جامعة جوادالاخرا في 12 من أكتوبر 1994 بافتتاح مدرج أمريكا اللاتينية خوليو كورتاثر تقديرا لهذا الكاتب وتكريما لذكراه وشخصه وأعماله وأفكاره، وحضر ذلك الافتتاح الكاتب المكسيكى كارلوس فوينتيس والكولومبي غابريل غارسيا ماركس وأرملة خوليو كورتاثر.
- قام العمدة الاشتراكي لمدينة باريس، بيرنارد ديلانى، في 2007 بجعل ميدان خوليو كورتاثر اسماً رسمياً للميدان الصغير الواقع في أقصى غرب إيل سانت لويس حيث تدور أحداث قصة أمزجة الشيطان

«أعتقد أن عدم قبولي للأشياء كما هي شكل لى نعمة ونقمة في نفس الوقت منذ أن كنت صغيراً.فالبنسبة لي لم يكن يكفيني أن يقولوا لي أن هذه طاولة أو كلمة أم هي كلمة أم وهنا يتوقف الأمر ولكن على العكس فمع كلمة الطاولة وكلمة أم بدأ معي طريق من الغموض الذي كثيراً ما كان يمتد والذي أحياناً كان يحطمني.باختصار منذ أن كنت صغيراً وعلاقتي بالكلام وبالكتابة لم تكن تختلف عن علاقتي بالعالم عموماً ويبدو أننى ولدت لكى لا أقبل الأشياء كما هي خوليو كورتاثر»
- قام الأستاذ الدكتور لاتين أ جيوركو بجامعة أريزونا، الولايات المتحدة، بنشر كتاب في 2011 غاية في الأهمية من أجل فهم أعمال خوليو كورتاثر بعنوان منطقة الشفق.
- تمت ترجمة أعماله للعديد من اللغات، وفي الصين ظهرت نسخ بالصينية مندرين بقلم الأكاديمي فان يان.

## قصص ومتفرقات
- الضفة الأخرى،1945(قصص)
- مصارع الوحوش (بيستياريو),1951(قصص
- نهاية اللعبة، 1956(قصص
- الأسلحة السرية، 19590 قصص)
- حكايات كرونوبيوس وفاماس، 1962(قصص)
- كل النيران نار،1966(متفرقات)
- حول العالم في ثمانين يوما،1967(متفرقات)
- المطارد وقصص أخرى،1967(قصص)
- الجولة الأخيرة، 1969(متفرقات)
- جزيرة منتصف النهار وحكايات أخرى،1971
- المجسم الثماني، 1974(قصص)
- شخص يمشي من هناك، 1977 (قصص)
- واحد مثل لوكاس، 1979 (متفرقات)
- الأقطار،1979(قصص)
- نحب جليندا كثيراً، 1980(قصص)
- الوقت الضائع،1982(قصص)
- الشاطئ الآخر (كُتبت بين عامي ١٩٣٧-١٩٤٥)1994
- المطارد،2009(قصة مصورة، كتب الثعلب الأحمر)

## روايات
- الجوائز،1960
- الحجلة (لعبة القفز), 1963
- نموذج للتسلح،1968
- كتاب مانويل،1973
- الامتحان،1986(مكتوبة في 1950)
- اللهو،1986(مكتوبة في 1949)
- يوميات أندريس فافا،1995(نشرت بعد موته)

## مسرح
- الملوك،1949(تحت الاسم المستعار خوليو دينيس)
- وداعاً روبنسون ومسرحسات آخر (منشورة بعد موته)
- لا شيء لبيهواجو (مشهد واحد)(1984)
- لعبتين من الكلمات(1991)

## نقد
- الأدب في الثورة والثورة في الأدب، 1970 (جدال كورتازار وفارجاس يوسا مع أوسكار كولازوس؛ نص كورتازار، الذي يعطي الكتاب عنوانه، مدرج أيضًا في العمل النقدي، 2006),1970
- رحلة حول الطاولة (مضمنة في العمل النقدي، 2006),1970
- التدقيق اللغوي في هوت بروفانس (في كتاب "التقاربات، والتباعدات، والحوادث"، تحرير جوليو أورتيجا؛ تم تضمينه في العمل النقدي، 2006، وتم نشره ككتاب مستقل في عام 2012),1973
- نيكاراجوا حلوة إلى حد العنف (مقالات؛ متضمنة في العمل النقدي، 2006),1983
- الأرجنتين: سنوات من الأسلاك الشائكة الثقافية (مقالات؛ مضمنة في العمل النقدي، 2006),1984
- عمل نقدي (في ثلاثة مجلدات نشرتها ألفاجوارا ثم بونتو دي ليكتورا. تم تنسيق الطبعة من قبل ثلاثة متخصصين في كورتازار: ساؤول يوركيفيتش، وخايمي ألازراكي، وساؤول سوسنوفسكي. تتضمن نظرية النفق. ملاحظات حول موقع السريالية والوجودية، كتبت في عام 1947 ونشرت لأول مرة في هذه الطبعة),1994
- صورة لجون كيتس (عمل بعد وفاته، كتب بين عامي 1951 و1952؛ نُشر ككتاب مستقل في عام 1996 ثم في مجلد الشعر والشعرية، من عام 2005، وهو جزء من الأعمال الكاملة لكورتازار التي نشرتها دار جالاكسيا جوتنبرج للقراء),1996
- عمل نقدي (في مجلد نشرته Galaxia Gutenberg-Círculo de Lectores. حرره Saúl Yurkiévich. تم توسيع طبعة Alfaguara وتم حذف بعض النصوص وتوجيهها إلى مجلدات أخرى من الأعمال الكاملة لكورتازار),2006
- دروس الأدب. بيركلي، 1980 (نسخة منقولة من الأشرطة التي تحتوي على الدروس التي يدرسها كورتازار),2013

## شعر
- وجود,1938
- قصائد وميوباس
- إلا الشفق

## نثر مختصر
- قصص من التسلسل الزمني و الشهرة (1962)
- لوكاس معين(1979)

## المقابلات
- محادثات مع كورتازار، مع إرنستو غونزاليس بيرميجو,1978
- كورتازار بقلم كورتازار، مع إيفلين بيكون جارفيلد,1978
- سحر الكلمات مع عمر بريجو,1996

## مراسلة
•رسائل إلى امرأة ذات شعر أحمر، مع إيفلين بيكون جارفيلد,1990
•رسائل غير معروفة لخوليو كورتازار,1992
•الرسائل 1 (1937-1963)، الطبعة الأولى,2000
•الرسائل 2 1964-1968، الطبعة الأولى,2000
•الرسائل 3 1969-1983، الطبعة الأولى,2000
•المراسلات مع كارول دنلوب وسيلفيا مونروس-ستوياكوفيتش,2009
•رسائل إلى جونكيير,2010
•الرسائل 1 1937 - 1954، الطبعة الموسعة الثانية,2012
•الرسائل 2 1955 - 1964، الطبعة الموسعة الثانية,2012
•الرسائل 3 1965 - 1968، الطبعة الموسعة الثانية,2012
•الرسائل 4 1969 - 1976، الطبعة الموسعة الثانية,2012
•الرسائل 5 1977 - 1984، الطبعة الموسعة الثانية,2012
•رسائل من الطفرة، مع كارلوس فوينتيس، وغابرييل غارسيا ماركيز، وماريو فارغاس يوسا,2023

## أخرى
- طريق الجنوب السريع, 1964
- خطابات بينس-غويلي (نص فرنسي بقلم كورتازار ورسومات لخوليو سيلفا؛ نسخة بالاسبانية، "خطابات بينشاجيتا"، تم تضمينه في القتال الأخير,1966
- العودة إلى اليوم في ثمانين عالمًا,1967
- بوينوس أيريس,1968
- الجولة الاخيرة,1969
- السفر حول طاولة,1970
- نثر المرصد,1972
- صندوق عائلة موريلي,1973
- أشباح ضد مصاصي الدماء متعددي الجنسية, عمل فكاهي،1975
- أرض غابات( الصور من خوليو سيلبا و النصوص من كورتيزار؛ تتضمن المعركة الأخيرة),1975
- غير محترف إطلاقاً,1976
- إنساني(الصور الفوتوغرافية من سارة فاسيو و اليسيا دمايجو مع نص من كورتيزار، "غير احترافي تمامًا"، والتي تم تضمينها لاحقًا في "الأقاليم",1978
- الأقاليم (نص من خوليو كورتيزار مع لوحات فنية لـ 17 رسامًا),1978
- باريس. إيقاعات المدينة ( الصور الفوتوغرافية من قبل السيو اندرادى و نص من قبل كورتيزار),1981
- البحار العلمي،1982(مع كارول دونلوب)
- المساعدة الذاتية لعلماء الكونيات مع كارول دنلوب,1983
- نيكاراغوا، لذيذة بعنف,1983
- سيلفالنديا (علي أساس الرسوم التوضيحية لجوليو سيلفا),1984
- بيرو عالية( صور من مانجا أوفرهاوس و نصوص من كورتيزار),1984
- صورة جوون كايتس (منشور بعد موته ومكتوب مل بين 1951 و 1952)
- مراسلات كورتاثر - دنلوب - مونروس، ألفا ديكاي، برشلونة 2009(منشور بعد الوفاة)
- أوراق غير متوقعة (١٩٤٠- ١٩٨٤) (نصوص غير منشورة؛ تجميع من اورورا بيرنانديز و كارليس الباريز غاريغا),2009
- أوراق غير متوقعة، ألفاجوارا، 2008(منشور بعد الوفاة)
- رسالة إلى الخونكيريين، ألفاجوارا،2010(منشور بعد الوفاة)
- المعركة الأخيرة (تجميع لبعض الأعمال التي أنجزها مع خوليو سيلفا، ومنها العمل المتعلق برسائل كورتازار إلى سيلفا),2014

## كتب مسموعة
- كورتاثر يقرأ كورتاثر،1966
- صوت أمريكا اللاتينية،1968
- كورتاثر بذاته، كتاب ثري، 1970
- بيت الأمريكتين (لا كاسا دى لاس أمريكاس),1978

## اخرى
- بيت موريللي (مختارات). حرره جوليو أورتيجا,1973
- فانتوماس ضد مصاصي الدماء متعددي الجنسيات (قصص مصورة),1975
- جذر الأومبو (الكوميدي)، مع ألبرتو سيدرون,1981
- سجل لعبة القفز على المربعات، مع آنا ماريا بارينيشيا,1983
- مذكرات أندريس فافا.[اسم 4] جزء سردي منفصل عن الامتحان ونُشر بعد وفاته ككتاب مستقل,1995
- دفتر ملاحظات زيهواتانيجو. كتاب الأحلام (طبعة غير فاسدة),1997
- خطاب الدب (نسخة مصورة من روايته القصيرة، والتي تم تضمينها في الأصل في قصص كرونوبيوس وفاماس),2008
- كورتازار من الألف إلى الياء. مختارات تحتوي في معظمها على نصوص معروفة وبعض النصوص غير المنشورة. قام بتجميعها أورورا بيرنارديز وكارليس ألفاريز جاريجا,2014

## مترجمات
- روبنسون كروزو، بقلم دانييل ديفو، من الإنجليزية إلى فياو. النسخة المختصرة,1945
- الرجل الذي عرف أكثر مما ينبغي، بقلم ج. ك. تشيسترتون، من الإنجليزية إلى الجديدة,1946
- مذكرات قزم، بقلم والتر دي لا ماري، من الإنجليزية إلى الجديدة,1946
- اللاأخلاقي، بقلم أندريه جيد، من الكلمة الفرنسية Argos,1947
- فلسفة الضحك والبكاء، تأليف ألفريد ستيرن، من الكلمة الفرنسية التي تعني المغناطيس,1950
- نساء صغيرات، تأليف لويزا ماي ألكوت، من تأليف الكاتبة الإنجليزية كوديكس,1951
- الأفعى، بقلم مارسيل أيمي، من سود أمريكانا بالفرنسية,1952
- حياة الآخرين، بقلم لاديسلاس دورماندي، من كتاب "سود أمريكانا" باللغة الفرنسية,1952
- مذكرات هادريان، بقلم مارغريت يورسنار، من النسخة الفرنسية لـامريكا الجنوبية,1955
- حياة ورسائل جون كيتس، بقلم اللورد هوتون، من اللغة الإنجليزية للمغناطيس,1955
- أعمال نثرية، تأليف إدغار آلان بو، من قسم اللغة الإنجليزية لجامعة بورتوريكو,1956
- "مقدمة" لموسيقى بوينس آيرس، بقلم فيرجيل تومسون، من الإنجليزية ل امريكا الجنوبيه,1966
- يوريكا: مقال عن الكون المادي والروحي، بقلم إدغار آلان بو، من تحرير مجلة أليانزا الإنجليزية,1972
- الأشجار مليئة بالأطفال، بقلم كارول دنلوب، لغة غير محددة (الإنجليزية أو الفرنسية) لنيويا نيكاراغوا-مونيمبو,1983

## اقراص
- كورتازار يقرأ كورتازار. المتاهة,1966
- قراءات خوليو كورتازار. مكتبة الكونجرس في واشنطن,1967
- خوليو كورتازار. مجموعة الصوت الحي لأمريكا اللاتينية. جامعة المكسيك الوطنية المستقلة,1968
- كورتازار نفسه. السفير,1970
- روايات وقصائد. بيت الأمريكتين,1978

## حول كورتازار وأعماله
كتبه
السير الذاتية
- 1998: خوليو كورتازار، السيرة الذاتية لماريو غولوبوف، في دار النشر (Seix Barral)
- 2001: خوليو كورتازار، الجانب الآخر من الأشياء، لميغيل هيرايز. IAM. أُعيد نشرها من قبل دار النشر الريبيس مثل من قبل خوليو كورتازار، سيرة ذاتية منقحة (2011).
- 2002: كورتازار، عن الكرونوبيو والالتزامات، اينزو ماكويرا . لونغسيلر.
- 2014: خوليو كورتازار. من القمع الأدبي إلى الالتزام السياسي، لراكيل أرياس كارياغا. (Sílex).
- 2015: خوليو كورتازار. الكرونوبيو الهارب، لميغيل دالماو. إدهاسا.

الشهادات
- 1986: نحب خوليو كثيراً. عشرون كاتباً من أجل كورتازار. منسق: هوغو نينيو. الصورة الجديدة.
- 2001: خوليو كورتازار، تأليف كريستينا بيري روسي. أوميغا.

المقالات
- 1968: خوليو كورتازار والإنسان الجديد، لغراسيلا دي سولا بأمريكا الجنوبية. أُعيد نشره وتحديثه بعنوان خوليو كورتازار. العقل والوحي (2014)، ووقّعته المؤلفة باسم غراسيلا ماتورو.
- 2013: مدينتان في خوليو كورتازار، لميغيل هيرايز. دار الريببس للنشر
- 2014: البناء السياسي في خوليو كورتازار، تأليف كارولينا أورلوف. إديثيونيس غودوت.
- 2014: خوليو كورتازار، حوار من أجل شعرية، تأليف كارلوس دانييل أليتو. بونتو دي إنكوينترو. الجائزة المحلية الأولي في الأدب من مدينة بوينس آيرس.

كتب أخري
- 1985: كورتازار، أيقونات، تأليف ألبا سي دي روخو وفيليبي غاريدو. دار الثقافة الاقتصادية.
- 2011: كورتازار والكتب، تأليف خيسوس مارشامالو، فوركولا
- 2014: كل شيء عن كورتازار. السيرة البيبليوغرافية، تأليف لوسيو أكويلانتي وفيديريكو باريا، فرنانديز بلانكو.
- 2014: كورتازار في مندوزا: لقاء حاسم، تأليف خايمي كوررياس. ألفاغوارا.
- 2017: خوليو كورتازار للفتيات والفتيان، تأليف ناديا فينك وبيتو سا. عمل كوميدي، ماييميه موخير.
- 2017: كورتازار، تأليف خيسوس مارشامالو ومارك توريس. عمل كوميدي، نورديكا.
- 2020: سعادة المتاحف. خوليو كورتازار، شخص تجول في إيطاليا، تأليف ماريا أماليا باركييسي، كليوب.

كتابات سينمائية
- فيلم الرقم الفردي في عام 1962، إخراج مانويل أنتِين.
- فيلم سيرسي في عام 1964، إخراج مانويل أنتِين.
- فيلم خصوصية الحدائق في 1965، إخراج مانويل أنتِين.
- فيلم المُطارِد في عام 1965، إخراج أوسياس ويلينسكي.
- فيلم الاندلاع عام 1966، إخراج ميكيلانجيلو أنطونيوني، بطولة ديفيد هيمينغز، فانيسا ريدغريف، سارة مايلز، بيتر بولز وفيروشكا فون ليندورف. الفيلم مبني على قصة لعاب الشيطان، ويظهر كورتازار "كاميو" في إحدى الصور المعروضة في الفيلم.
- فيلم شمس ليلية، مقتبس من جرافيتي؛ عام 1990، إخراج: راؤول غارسيا.
- فيلم كورتازار عام 1994، هو فيلم وثائقي من إخراج تريستان باوير.
- فيلم يوميات قصة، مقتبس من استمرارية الحدائق؛ عام 1995، إخراج: راؤول غارسيا.
- فيلم يوميات من أجل قصة في عام 1998، إخراج: يانا بوكوفا.
- كورتازار : ملاحظات من أجل فيلم وثائقي عام 2002؛ إخراج: إدواردو مونتيس برادلي.
- فيلم جرافيتي في عام 2005، فيلم قصير من إخراج باكو غونثاليث، مقتبس من القصة التي تحمل الاسم نفسه. الجزء الأول، الجزء الثاني.
- فيلم أكاذيب رحيمة في عام 2009، من إخراج دييغو سابانييس؛ نسخة حرة من قصة صحة المرضى.
- فيلم كورونوبيو في عام 2013، فيلم قصير من إخراج عمر غوميث، تحية لكورتازار.[45]
- فيلم كورتازار في مندوزا،في عام 2015، فيلم وثائقي من إخراج أليخاندرو بيوندو.
- فيلم كورتازار وأنتين: رسائل مضيئة، لعام 2018، فيلم وثائقي من إخراج سينثيا رايشمير.[46]

## ملحوظات
- من خلال وصفه للأعراض — الدقة الشديدة في تناول الطعام خوفاً من أن يكون ملوثاً أو يحتوي على أجسام غريبة — من المرجح أن خوليو كورتازار كان يعاني من اضطراب الوسواس القهري مصحوباً بجوانب من جنون الارتياب.
- رغم أن دار ألفاغوارا قد أدرجت هذين الكتابين ضمن القصص الكاملة لكورتازار، فإن الأمر لا يتعلق بقصص قصيرة، كما يشير المتخصص ساول يوركييفيتش في إصداره لنصوص الكاتب لدى غالاكثيا غوتنبرغ: «لا يمكن اعتبار أي من النثر القصير الآخر لكورتازار، رغم كونه سردياً، قصة قصيرة. لا قصص الكرونوبيوس والفاماس ولا أحدهم يدعى لوكاس ولا نصوص العودة إلى العالم في ثمانين يوماً والجولة الأخيرة — وهي كتب تُشكّل جميعها في إصدارنا الجزء الخامس، الذي يجمع النثر المتنوع».
- وافق خوليو كورتازار على إعطاء دورة جامعية لمدة شهرين في بيركلي، كاليفورنيا، سنة 1980. لم تكن الدروس على شكل محاضرات تقليدية، بل على شكل أحاديث عن الأدب، وخاصة عن تجربته ككاتب وأصل أعماله. شملت هذه الحصص مجموعة واسعة من المواضيع، مثل القصة العجيبة، الموسيقية، الفكاهة، الإيروتيكية واللعب في الأدب، إضافة إلى الخيال والواقعية السحرية، الأدب الاجتماعي، وخدع اللغة، مستعيناً بأمثلة من الثقافة العالمية.
- ووفقاً للمتخصص في كورتازار، ساول يوركييفيتش: «كان مخطوط يوميات أندريس فافا مع مخطوط الامتحان، كمجموعة من الشذرات المستخرجة من جسم العمل الأم، مفككة ومعاد تنظيمها في كتاب تابع من حيث العنوان، ومستقل في ذات الوقت لأن النص يكاد لا يُظهر علاقة واضحة بـ الامتحان» (من «خلفية هذا الإصدار»، في الأعمال الكاملة،المسرح. الروايات).

## وصلات خارجية
- خوليو كورتاثر على موقع IMDb (الإنجليزية)
- خوليو كورتاثر على موقع الموسوعة البريطانية (الإنجليزية)
- خوليو كورتاثر على موقع مونزينجر (الألمانية)
- خوليو كورتاثر على موقع ألو سيني (الفرنسية)
- خوليو كورتاثر على موقع ميوزك برينز (الإنجليزية)
- خوليو كورتاثر على موقع أول موفي (الإنجليزية)
- خوليو كورتاثر على موقع قاعدة بيانات الأفلام السويدية (السويدية)
- خوليو كورتاثر على موقع إن إن دي بي (الإنجليزية)
- خوليو كورتاثر على موقع ديسكوغز (الإنجليزية)
- خوليو كورتاثر على موقع قاعدة بيانات الفيلم (الإنجليزية)
- حياة خوليو كورتاثر نادي الثقافة (بالإسبانية)